# Jef Jurion
Pour les articles homonymes, voir Jurion.
Joseph Armand « Jef » Jurion, surnommé « Mister Europe », né à Ruisbroek (Brabant flamand) le 24 février 1937, fut un grand joueur de l'histoire du football belge. Jurion avait la particularité d'évoluer avec des lunettes.
Affilié le 3 août 1948 au Ruisbroek FC (devenu Royal Ruisbroek Football Club en 1951, mais disparu en 2013), il fut transféré au Sporting d'Anderlecht de 1954 à 1968, à l'ARA La Gantoise de 1968 à 1971, au KSC Lokeren de 1971 à 1974 puis au Sportkring Beveren-Waes où il devient entraîneur en 1974/1975.
Sa carrière sportive fut interrompue à la fin de la saison 1975/1976, après tentative d'achat de match alors qu'il était entraîneur à RAA Louviéroise.
Il a été lauréat du Soulier d'or (meilleur footballeur belge de l'année) en 1957 et 1962. 64 sélections comme international (9 buts) de 1955 à 1967, Il a fait partie du onze anderlechtois Diables Rouges qui joue le 30 septembre 1964 à Anvers (Belgique-Pays-Bas, 1-0).

## Mister Europe
Lors du premier tour de la Coupe d'Europe des clubs champions 1962-1963, le RSC Anderlecht réussit l'exploit d'éliminer le Réal Madrid. Les « Mauves » obtiennent un partage (3-3) au stade Santiago Bernabéu, puis le 26 septembre 1962, remportent le match retour (1-0) grâce à un goal de Jef Jurion. Servi par Pierre Hanon, Jurion pivote et ponctue d'une frappe tendue qui file dans le coin. À la suite de ce but et donc à la qualification bruxelloise, Jurion est appelé «Mister Europe» par les journalistes sportifs belges. Par la suite, ce surnom est repris par de nombreux supporters et fait "jurisprudence" dans les médias.
Cette saison-là, le parcours européen anderlechtois s'arrête en quarts de finale des œuvres de Dundee FC.

## Palmarès
- 7 championnats de Belgique en 1959, 1962, 1964, 1965, 1966, 1967 et 1968 avec Royal Sporting Club d'Anderlecht
- 3 coupes de Belgique en 1960, 1961 et 1965 avec Royal Sporting Club d'Anderlecht
- Soulier d'or 1957 et 1962.

## Sources
- Le Dictionnaire des Diables Rouges (EURO IMAGES productions), Dictionnaire des Clubs affiliés à l'URBSFA depuis 1895 (foot 100 éditions), archives de l'URBSFA et de foot 100 asbl